# Jelínkův most
Jelínkův most či Jelínkova brána je krasový útvar v CHKO Český kras, nacházející se na katastrálním území obce Tmaň v okrese Beroun,  asi 1 km západně od Koněpruských jeskyní.
Skalní útvar je tvořen úzkou, hlubokou soutěskou, jejíž cca 1 m vzdálené okraje jsou na dvou místech přiblíženy natolik, že se dotýkají a tvoří zajímavý krasový jev připomínající převýšený gotický lomený oblouk. Skalní útvar je součástí Národní přírodní památky Kotýz.
Jelínkův most má tvar úzké štěrbiny vysoké asi 9 metrů a široké nanejvýš 1 metr.

## Dostupnost
K Jelínkovu mostu vede od Axamitovy brány odbočka ze žlutě značené turistické stezky, která směřuje od Koněpruských jeskyní po hraně velkolomu Čertovy schody kolem hradiště Kotýz k samotě Havlíčkův Mlýn. V úseku od západního okraje velkolomu až k rozcestí pod Koukolovou horou je tato turistická cesta totožná s trasou naučné stezky Koukolova hora - Kotýz.